# Une équipe hors du commun
Pour plus de détails, voir Fiche technique et Distribution.
Une équipe hors du commun ou Une Ligue en Jupons au Québec (A League of Their Own) est un film américain réalisé par Penny Marshall sorti en 1992. C'est une fiction basée sur les débuts bien réels de la ligue féminine de baseball américain : la All-American Girls Professional Baseball League. Le personnage de Jimmy Dugan joué par Tom Hanks s'inspire de la vie de Jimmie Foxx. Ce film tourné pour un budget de 40 millions de dollars a généré 107 millions rien qu'aux États-Unis.

## Synopsis
Pendant la Seconde Guerre mondiale, un championnat professionnel de baseball féminin se met en place aux États-Unis. Les sœurs Dottie Hinson et Kit Keller sont notamment recrutées pour y évoluer. Les deux femmes rivalisent depuis leur plus jeune âge et le championnat est le terrain idéal pour que Kit puisse enfin prouver à sa grande sœur qu'elle est son égale.

## Fiche technique
- Titre original : A League of Their Own
- Version française (France) : Une équipe hors du commun
- Version française (Canada) : Une Ligue en Jupons
- Réalisation : Penny Marshall
- Scénario : Lowell Ganz, Babaloo Mandel, d'après une histoire de Kim Wilson et Kelly Candaele
- Montage : Adam Bernardi, George Bowers
- Décors : Bill Groom
- Costumes : Cynthia Flynt
- Photographie : Miroslav Ondrícek
- Musique : Hans Zimmer
- Format : 35 mm - 2.35:1 - couleur
- Langue : anglais
- Production : Elliot Abbott, Robert Greenhut
  - Coproduction : Ronnie Clemmer, Joseph Hartwick, Bill Pace
  - Production associée : Amy Lemisch
  - Production déléguée : Penny Marshall
- Distribution : Columbia Pictures
- Genre : Comédie dramatique et biopic
- Durée : 128 minutes
- Budget : 40 millions de dollars américains
- Dates de sortie : 
  - États-Unis : 1er juillet 1992
  - France : 18 novembre 1992
- Version française réalisée par[1] :
  - Direction artistique : Béatrice Delfe
- Version française (Québec) réalisée par[2] :
  - Société de doublage : Bellevue Pathé
  - Direction artistique : Jean Fontaine
- Box-office : 107 millions de dollars américains (aux États-Unis)

## Distribution
Source doublage : VF = Version Française sur RS Doublage et le Nouveau Forum Doublage Francophone ; VQ = Version Québécoise sur Doublage.QC.CA 
- Tom Hanks (VF: Jean-Philippe Puymartin, VQ : Bernard Fortin) : Jimmy Dugan
- Geena Davis (VF : Annie Le Youdec, VQ : Anne Bédard) : Dottie Hinson
- Madonna (VF : Marie-Christine Darah, VQ : Marie-Andrée Corneille) : Mae Mordabito
- Lori Petty (VF : Isabelle Ganz, VQ : Charlotte Bernard) : Kit Keller
- Rosie O'Donnell (VF : Denise Metmer, VQ : Hélène Mondoux) : Doris Murphy
- David Strathairn (VF : Jean Barney, VQ : René Gagnon) : Ira Lowenstein
- Bitty Schram (VF : Béatrice Bruno, VQ : Johanne Garneau) : Evelyn Gardner
- Tracy Reiner (VF : Sophie Gormezano) : Betty Spaghetti
- Megan Cavanagh (VF : Virginie Ogouz, VQ : Flora Balzano) : Marla Hooch
- Freddie Simpson (VF : Caroline Jacquin, VQ : Geneviève De Rocray) : Ellen Sue Gotlander
- Jon Lovitz (VF: Jean-Claude Sachot, VQ : Jacques Lavallée) : Ernie Capadino
- Garry Marshall (VF : Fernand Berset, VQ : Claude Préfontaine) : Walter Harvey
- Ann Cusack : Shirley Baker
- Anne Ramsay : Helen Haley
- Bill Pullman (VF : Alain Courivaud, VQ : Daniel Picard) : Bob Hinson
- Eddie Jones (VF : Michel Fortin, VQ : Ronald France) : Dave Hooch
- Don Davis (VF : Georges Beauvilliers) : Charlie Collins, le coach
- Renee Coleman : Alice Gaspers
- Justin Scheller : Stilwell Gardner
- David L. Lander (VF : Jacques Ferrière) : Le commentateur
- Tea Leoni : Une joueuse de l'équipe de Racine

## Musique
La chanson This Used to Be My Playground de Madonna est le thème principal du film mais n'est pas présent sur la bande originale pour une question de licence.

## Série télévisée (2022)
En août 2022, Prime Video diffuse la saison 1 de  Une équipe hors du commun, une série de huit épisodes librement inspirée du film, créée par Will Graham et Abbi Jacobson, avec Abbi Jacobson, D'Arcy Carden, Chanté Adams.